# Oleg Moldovan
Oleg Moldovan (Chișinău, 27 ottobre 1966) è un ex tiratore a segno moldavo.

## Palmarès

### Olimpiadi
- 1 medaglia:
  - 1 argento (Sydney 2000 nei 10 metri bersaglio mobile)